# Helmut Brenner
Helmut Brenner (* 1. Jänner 1957 in Mürzzuschlag, Steiermark; † 17. Februar 2017 in Graz, Steiermark) war ein österreichischer Ethnomusikologe.

## Leben
Helmut Brenner studierte Musik an der Hochschule für Musik und darstellende Kunst (heute Universität für Musik und darstellende Kunst) in Graz. Hier erwarb er 1981 das künstlerische Diplom für Trompete sowie die Staatliche Lehrbefähigung 1982. Mit dem Magister (Mag. art.) schloss er 1984 ab. Von 1975 bis 1986 war er als Lehrer an Musikschulen tätig.
Ab 1986 studierte Helmut Brenner Musikwissenschaft und Geschichte an den Universitäten von Graz und Wien. 1995 schloss er seine Studien mit der Promotion zum Dr. phil. ab. Seit 1987 hatte Brenner Lehraufträge u. a. an den Universitäten Graz, Mexiko-Stadt, Tuxtla Gutiérrez, Innsbruck und Saarbrücken.
Im Jahr 2000 unternahm er im Auftrag der UNESCO als Konsulent eine Mission durch verschiedene Länder Zentral- und Südamerikas, um die Geschichte und gegenwärtige Situation der Marimba-Traditionen in zehn lateinamerikanischen Ländern zu untersuchen. 2004 folgte die Verleihung der Venia legendi (Habilitation) für die Fächer Musikethnologie und Popularmusik durch die Universität des Saarlandes in Saarbrücken mit einer Arbeit über „Marimbas in Lateinamerika“.
Bis zu seinem Tod war er Senior Scientist am Institut für Ethnomusikologie der Kunstuniversität Graz und nahm zudem Lehraufträge am interuniversitären Studiengang Musikologie der Universität für Musik und darstellende Kunst Graz, der Karl-Franzens-Universität Graz und an der Universidad de Ciencias y Artes de Chiapas UNICACH in Tuxtla Gutiérrez (Mexiko) wahr.
Brenner war einer der wenigen habilitierten Ethnomusikologen im deutschsprachigen Raum, die sich sowohl in Forschung als auch in der Lehre vorrangig mit Lateinamerika beschäftigen. Ein weiterer Schwerpunkt in der Lehre war die Volksliedforschung.

## Bücher
- Stimmt an das Lied … Das große österreichische Arbeitersänger-Buch. Leykam, Graz 1986, ISBN 3-7011-7177-7.
- als Hrsg.: Beiträge zur Erforschung und Pflege der Volksmusik in Baden-Württemberg: Referate des Volksmusik-Symposiums in Ochsenhausen vom 23.–27. Mai 1990. (= Der Musikant. Sonderband). Landesmusikrat Baden-Württemberg, Karlsruhe 1990, DNB 930294718.
- Musik als Waffe? Theorie und Praxis der politischen Musikverwendung, dargestellt am Beispiel der Steiermark 1938 – 1945. 1. Auflage. Herbert-Weishaupt-Verlag, Graz 1992, ISBN 3-900310-58-0.
- mit Wolfgang Nagele und Andrea Pühringer: Im Schatten des Phönix. Höhen und Tiefen eines dominierenden Industriebetriebes und deren Auswirkungen auf die Region. 1. Auflage. Herbert-Weishaupt-Verlag, Graz 1993, ISBN 3-900310-81-5.
- Gehundsteh Herzsoweh. Erzherzog-Johann-Liedtraditionen vor, in, neben und nach „Wo i geh und steh“. Kulturkreis Ars Styriae Erzherzog Johann, Mürzzuschlag 1996, ISBN 3-900970-02-5.
- Música ranchera. Das mexikanische Äquivalent zur Country and Western Music aus historischer, musikalischer und kommerzieller Sicht. (= Musikethnologische Sammelbände, Band 14). Hans Scheider, Tutzing 1996, ISBN 3-7952-0867-X.
- Juventino Rosas – His Life, His Work, His Time. (= Detroit monographs in musicology, studies in music, Band 32). Harmonie Park Press, Warren, Michigan, USA 2000, ISBN 0-89990-976-0.
- Marimbas in Lateinamerika. Historische Fakten und Status quo der Marimbatraditionen in Mexiko, Guatemala, Belize, Honduras, El Salvador, Nicaragua, Costa Rica, Kolumbien, Ecuador und Brasilien. Begleitmaterialien: 1 CD. (= Studien und Materialien zur Musikwissenschaft, Band 43). Georg-Olms-Verlag, Hildesheim / Zürich / New York 2007, ISBN 978-3-487-12959-4.
- als Hrsg.: Damit sie nicht verloren gehen. Singtraditionen in der Veitsch. Lichtenstern, Veitsch / Graz / Saarbrücken 2007, ISBN 978-3-938651-05-6.
- als Hrsg. mit Daniel Fuchsberger: Damit sie nicht verloren gehen. Singtraditionen in Eisenerz, Hieflau, Radmer und Vordernberg. Cool-Dur, Eisenerz 2012, ISBN 978-3-200-02626-1.
- als Hrsg. mit José Israel Moreno Vázquez und Juan Alberto Bermúdez Molina: Voces de la Sierra. Marimbas sencillas en Chiapas (= Sonidos de la tierra. Estudios de etnomusicología. 1). KUG-UNICACH, Graz / Tuxtla Gutiérrez 2014, ISBN 978-607-8240-59-3.
- als Hrsg. mit Juan Alberto Bermúdez Molina, Lisa-Christina Fellner und Kurt Schatz: LiedSammlerVolk. Volksliedsammler und -sammlerinnen in der Steiermark, Steirisches Volksliedwerk, Graz 2016, ISBN 978-3-902516-33-6.